# Pultenaea subalpina
Pultenaea subalpina là một loài thực vật có hoa trong họ Đậu. Loài này được (F.Muell.) Druce miêu tả khoa học đầu tiên.